# Gonzalo Pascual
Gonzalo Pascual Arias (Madrid, 18 de diciembre de 1942 - Madrid, 21 de junio de 2012) fue un empresario español.

## Carrera laboral
Fue copropietario, junto a Gerardo Díaz Ferrán del Grupo Marsans. Fue miembro del Comité Ejecutivo de IFEMA.
En 1986 fundó junto con otros inversores Spanair.
El Juzgado de lo Mercantil número 9 de Madrid le declaró, el 3 de diciembre de 2010 en concurso de acreedores (insolvente), al igual que lo hiciera días antes con Gerardo Díaz por la quiebra del Grupo Marsans.
Gonzalo Pascual falleció el 21 de junio de 2012 en su domicilio de Madrid a causa de un infarto.